# Bechor-Shalom Sheetrit
Bechor-Shalom Sheetrit (en hébreu : בכור-שלום שטרית), né en 1895 à Tibériade dans le Vilayet de Beyrouth, mort en 1967, est un homme politique israélien.

## Biographie
Il est né dans l'Empire ottoman. Sa famille vient du Maroc. Il étudie dans une yeshiva et à l'université de Jérusalem. Il rejoint le mouvement Hapoel Hatzair et s'installe dans le Kibboutz Degania. Il travaille pour la police de Jérusalem.
En 1948 il est signataire de la Déclaration d'indépendance de l'État d'Israël. Il est également le premier ministre de la Police et des Minorités de l’État.
En tant que ministre des Minorités, il fait tester sur les prisonniers arabes des camps de concentration israéliens la propagande destinée à inculquer aux Arabes restés en Israël l’idée de la supériorité des Israéliens.